# 부여구룡 나들목
부여구룡 나들목(Buyeoguryong IC)은 충청남도 부여군 구룡면 구봉리, 규암면 노화리에 설치된 익산평택고속도로의 4번 교차로 (나들목)이다. 건설 당시 가칭은 부여 나들목이었다.

## 역사
- 2019년 12월 6일 : 나들목 신설을 위해 부여군 도시계획시설 교통광장에 규암면 노화리 일원을 부여 나들목으로 고시[2]
- 2024년 12월 10일 : 익산평택고속도로 부여구룡 ~ 안중 구간 개통과 함께 통행 개시[3]

## 구조물 정보
- 위치 : 충청남도 부여군 구룡면 구봉리, 규암면 노화리

## 접속하는 도로
- 국도 제4호선 (대백제로)